# تيفانا
تيفانا Teavana هي شركة شاي أمريكية، كانت لها الكثير من المتاجر في الولايات المتحدة والعديد من الدول الأخرى، تمتلكها الآن شركة ستاربكس.
اشترتها ستاربكس في 31 ديسمبر في عام 2012 بصفقة قيمتها 620 مليون دولار. وأعلنت في في عام 2017 إغلاق 379 متجر تتبع الشركة. لكن رغم ذلك ما زالت ستاربكس تستمر في بيع منتجات تيفانا بشكل محدود جداً. 